# Gaston Roussel

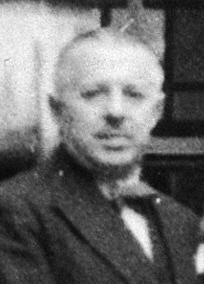
Gaston Roussel in 1935

Gaston Roussel (Auxonne, 1 december 1877 - Boulogne-sur-Seine, 8 januari 1947) was een Frans arts en ondernemer. Hij was de stichter van de farmaceutische groep Roussel-UCLAF.
Roussel studeerde geneeskunde in Parijs. Om zijn studies te betalen werkte hij als dierenarts. In 1909 studeerde hij af. Hij ontwikkelde een farmaceutische specialiteit, Hemostyl, een anti-anemisch en hemostatisch middel op basis van bloedserum van paarden. Voor de productie van dit product bouwde hij een stal uit met 1500 paarden en richtte hij in 1920 de firma ISH (Institut de sérothérapie hémopoiétique) op. In 1922 richtte hij een tweede firma op, Laboratoires des proxytases, die onder andere insuline verkocht. Roussel was commercieel aangelegd en bracht zijn producten aan de man via medisch geschoolde vertegenwoordigers en verdeelpunten verspreid over heel Frankrijk. 
In 1928 stichtte Roussel in Romainville UCLAF (Usines chimiques des laboratoires français). Hier werden onder andere sulfiden, vitaminen, en dankzij een nieuw productieproces, Folliculine geproduceerd. In 1937 werd het mannelijk hormoon Sterandryl op de markt gebracht en in 1939 het mineralocortocoïde Syncortil.
In 1943 richtte hij de firma Collectorgane op, dat de farmaceutische industrie voorzag van dierlijke organen. En in 1946 werd SOFRAPEN (Société française de la péniciline) opgericht als dochterbedrijf van UCLAF.
Gaston Roussel overleed in 1947 en werd opgevolgd door zijn toen 24-jarige zoon Jean-Claude Roussel.